# Anderson Powerpole

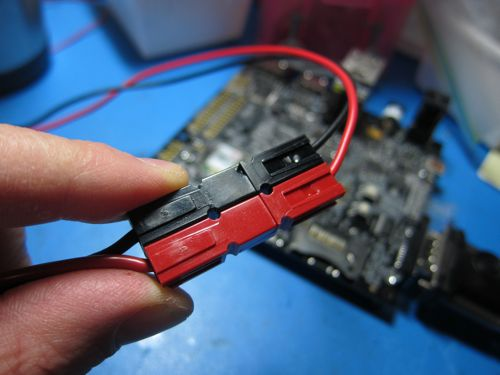
Vier Anderson Powerpoles

Anderson Powerpole ist ein System von elektrischen Steckverbindern zur Niederspannungs-Stromversorgung.

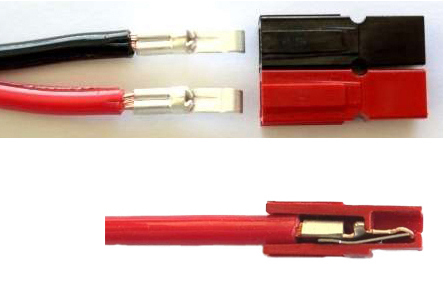
Kontaktzungen und aufgeschnittener Powerpole

Die Stecker wurden im Jahre 1966 patentiert und werden von Anderson Power Products aus Sterling, Massachusetts hergestellt. Die Stecker sind hermaphroditisch, d. h. jedes Element kann sowohl als Buchse wie auch als Stecker verwendet werden.
Die Montage eines Powerpoles erfolgt so, dass eine Kontaktzunge an das Drahtende angecrimpt wird und daraufhin in das Gehäuse aus Polycarbonat geschoben wird, wo sie von einer Blattfeder festgehalten wird. Diese Feder drückt auch die Kontaktflächen zweier Elemente aneinander.
Neben- und übereinanderliegende Steckergehäuse können mit Schwalbenschwänzen zusammengefügt und optional permanent ultraschallverschweißt werden.

## Varianten
Die Powerpoles sind bis 600 Volt spezifiziert. Es gibt Kontaktzungen für Drähte von AWG 20 (0,8 mm Durchmesser) bis AWG 3/0 (10,4 mm). Gehäuse sind in mehreren Farben und vier verschiedenen Größen erhältlich, von maximal 45 Ampere bei der kleinsten Variante bis maximal 310 Ampere bei der größten Variante.